# Gezerský kalendář

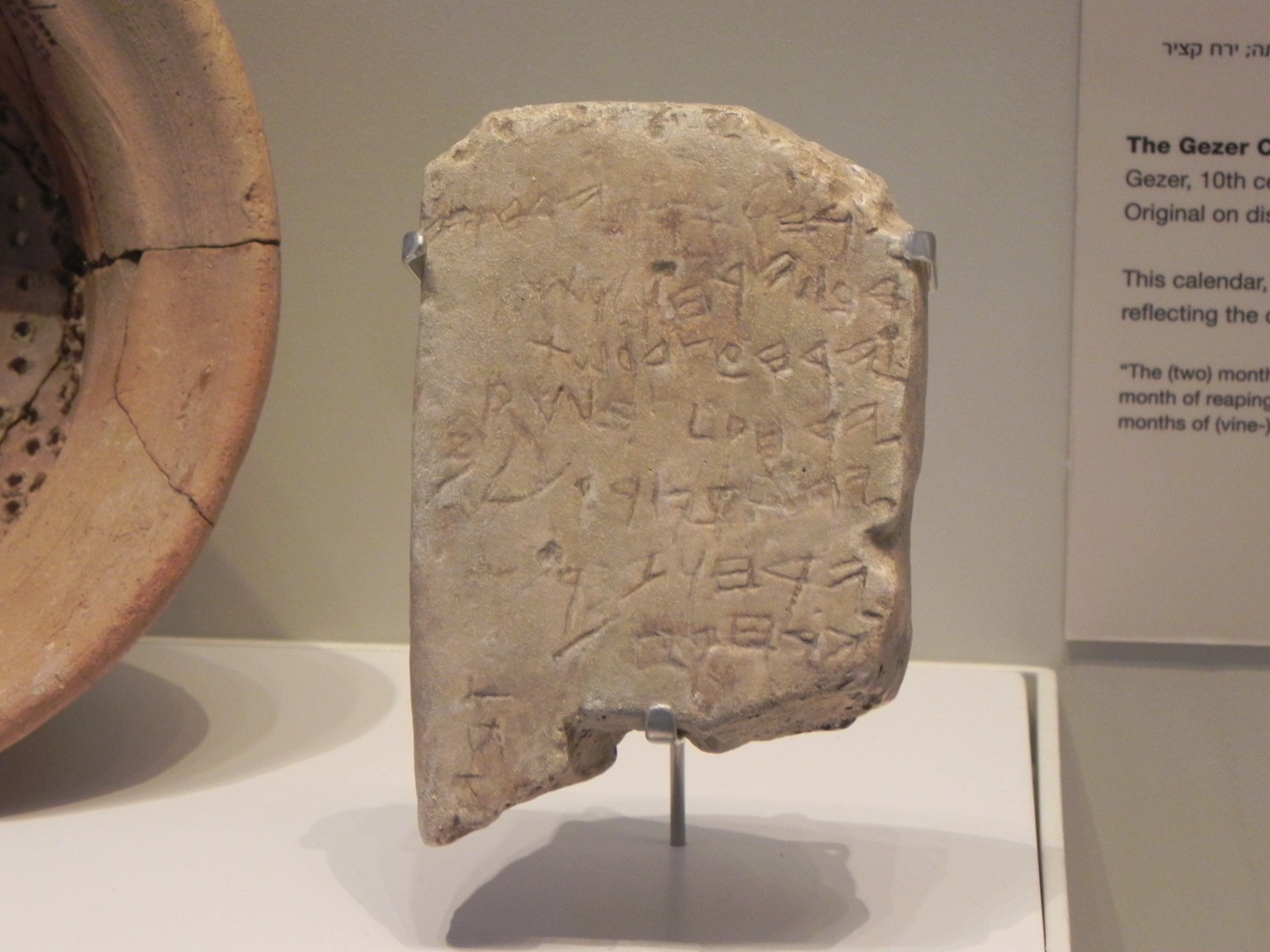
replika gezerského kalendáře v Izraelském muzeu v Izraeli

Gezerský kalendář je malá vápencová destička, která byla objevena roku 1908 irským archeologem R. A. Stewartem Macalisterem v Gezeru v Izraeli.
Velikost destičky je 7x10 cm. Nachází se na ní 7 řádků v kanaánském písmu. Badatelé se neshodují na tom, o jaký jazyk přesně jde, zda o hebrejštinu nebo féničtinu. Pravděpodobně se jedná o palimpsest. Obsah se týká popisu zemědělských prací od podzimu kalendářního roku.

## Překlad textu
- Dva měsíce sbírání (září, říjen)
- Dva měsíce výsadby (listopad, prosinec)
- Dva měsíce rozsévání (leden, únor)
- Jeden měsíc řezání lnu (březen)
- Jeden měsíc sklizně ječmene (duben)
- Jeden měsíc sklizně a měření zrna (květen)
- Dva měsíce prořezávání (červen, červenec)
- Jeden měsíc letního ovoce (srpen)[2]